# Fire Birds
Fire Birds (eller Wings of the Apache som den hette i Storbritannien) är en actionfilm från 1990 med Nicolas Cage, Tommy Lee Jones och Sean Young i huvudrollerna.
Filmen kritiserades av många, som ansåg att den var en billig kopia på den mer populära och uppmärksammade filmen Top Gun med Tom Cruise.

## Handling
Det amerikanska flygvapnet utklassas av en sydamerikansk drogkartells flygstyrka, bestående av legosoldater. För att få kontroll över situationen skickar armén dit sina bästa helikopterpiloter i Boeing AH-64 Apache-helikoptrar för att ta strid mot hotet.
Handlingen kretsar främst kring Jake Prestons (Nicolas Cage) träning till Apache-stridspilot.

## Titeln
I Storbritannien döptes filmen till Wings of the Apache; även om båda namnen står med på omslaget till Storbritanniens DVD-utgåva (släppt i april 2007). Där står det Fire Birds och Wings of the Apache som undertitel.
I följande länder döptes filmen också om:
| Argentina                 | Aguilas de fuego             |
| Kanada                    | Oiseaux de feu               |
| Finland                   | Tulilinnut                   |
| Tyskland                  | Air Borne - Flügel aus Stahl |
| Ungern                    | Tüzmadarak                   |
| Italien                   | Apache pioggia di fuoco      |
| Polen                     | Ogniste ptaki                |
| Portugal                  | Apaches, Asas Indomáveis     |
| Spanien                   | Pájaros de fuego             |
| Spanien (katalansk titel) | Ocells de foc                |